# Croton sclerocalyx
Croton sclerocalyx är en törelväxtart som först beskrevs av Ferdinand Didrichsen, och fick sitt nu gällande namn av Johannes Müller Argoviensis. Croton sclerocalyx ingår i släktet Croton och familjen törelväxter. Inga underarter finns listade i Catalogue of Life.